# Lepidothrix vilasboasi
A Lepidothrix vilasboasi a madarak osztályának verébalakúak (Passeriformes) rendjébe és a piprafélék (Pipridae) családjába tartozó faj.

## Rendszerezése
A fajt Helmut Sick német-brazil ornitológus írta le 1959-ben, a Pipra nembe Pipra vilasboasi néven.

## Előfordulása
Brazília középső részén, kis területen honos. Természetes élőhelyei a szubtrópusi és trópusi síkvidéki esőerdők. Állandó, nem vonuló faj.

## Megjelenése
Testhossza 8 centiméter.

## Életmódja
Kisebb gyümölcsökkel és rovarokkal táplálkozik.

## Természetvédelmi helyzete
Az elterjedési területe nem nagy, egyedszáma pedig csökken. A Természetvédelmi Világszövetség Vörös listáján sebezhető fajként szerepel.